# Cariblatta spinicauda
Cariblatta spinicauda es una especie de cucaracha del género Cariblatta, familia Ectobiidae.

## Distribución
Esta especie se encuentra en San Vicente y las Granadinas y Granada.